# Asemonea minuta
Asemonea minuta är en spindelart som beskrevs av Fred R. Wanless 1980. Asemonea minuta ingår i släktet Asemonea och familjen hoppspindlar. Inga underarter finns listade i Catalogue of Life.